# Remeniny
Remeniny – wieś (obec) na Słowacji położona w kraju preszowskim, w powiecie Vranov nad Topľou. Pierwsze wzmianki o miejscowości pochodzą z 1356 roku.
Według danych z dnia 31 grudnia 2012 roku, wieś zamieszkiwało 298 osób, w tym 139 kobiet i 159 mężczyzn.
W 2001 roku pod względem narodowości i przynależności etnicznej 99,66% mieszkańców stanowili Słowacy, a  0,34% Czesi.
Ze względu na wyznawaną religię struktura mieszkańców kształtowała się w 2001 roku następująco:
- Katolicy rzymscy – 27,36%
- Grekokatolicy – 63,18%
- Ewangelicy – 7,43%
- Prawosławni – 0,68%
- Ateiści – 0,68%
- Nie podano – 0,68%